# 王昌义
王昌义（1936年8月—），江苏扬州人，中华人民共和国政治人物、外交官。
1986年，担任中华人民共和国驻叙利亚大使。1995年，接替林真担任中华人民共和国驻以色列大使。2000年，由潘占林接任。